# Verreries d'Anor
Les verreries d'Anor sont un ensemble de verreries qui se sont succédé à Anor dans le département du Nord, en France. Leur principale activité était la fabrication de bouteilles pour le champagne.

## Histoire

### Verrerie Goulard-Hennezel
L'industrie du verre à Anor vient de la famille Goulart qui s'y était installée au début du XVIIe siècle. Cette famille s'est alliée aux Sallengre, aux Le Brun, aux Larme, plus tard aux Hennezel, aux Poschet, aux Despret. La première verrerie d'Anor est fondée par la famille Goulard en 1675,,. 
Si la famille Goulart a implanté cette industrie à Anor, c'est celle de Hennezel qui fait prospérer cette verrerie et de l'a maintenue jusqu'à la Révolution. Les Hennezel sont originaires de Bohème ou de Franche-Comté. L'un d'eux, Jean, en se fixant en Lorraine au commencement du XVe siècle, a donné son nom au bourg actuel de Hennezel. Des membres de cette famille se sont établis aux Pays-Bas au commencement du XVIIe siècle et Philippe IV autorisa Josse de Hennezel à fabriquer, tant à Bruxelles qu'à Namur, des vitres en tables carrées à la façon de Lorraine pour fenêtres, des verres et miroirs à la façon de Venise et les grands verres ronds qu'on ne fabriquait qu'en Normandie. Le 3 juin 1654, l'archiduc Léopold-Guillaume autorisa Josué de Hennezel à établir à Bruxelles une fabrique de verres en tables pour fenêtres. Un de Hennezel s'était fixé à Anor à la même époque, car on y trouve, à la date du 1er mars 1666, l'acte de baptême de Nicolas-François de Hennezel, fils de Christophe et de Françoise Rodrigue. C'est ce Christophe de Hennezel, seigneur d'Ormois, qui a dû être associé à Guillaume Goulart, association confirmée par le Compte de la vente du verre qui a été fait en la verrie d'Anor l'an 1680 au profit de Messieurs Dormoy et Goulard ensuite de leur association. Les Hennezel ou Enzel ou Ensel abjurent le 2 avril 1686 à Laon la confession protestante pour la foi catholique.
Le 7 janvier 1687, par devant Boussu, notaire à Fourmies, s'effectue la vente par Guillaume Goulart, receveur du marquisat de Trélon, Bartholomé de Courte, maître de forges et Marie Goulart, sa femme, demeurant à Eppe-Sauvage et Antoine Goulart, célibataire, jouissant de ses droits, à Josué de Hennezel, écuyer, seigneur de Dormoy, demeurant à Anor, de la verrerie d'Anor, consistant en halle, paxhuse, maison et outils servant à ladite verrerie, avec l'emplacement et héritage y attenant, pour le prix de 1 200 florins. Josué de Hennezel vient se fixer à Anor pour y exploiter la verrerie, comme locataire des Goulart. En 1690, une association s'est formée entre Josué de Hennezel et la famille Goulart ; celle-ci s'est ensuite retirée, parce que l'industrie des verres à vitres ne donnait aucun profit, ainsi que l'explique Josué de Hennezel dans une supplique adressée en 1696 à l'intendant du Hainaut. Guillaume et Antoine Goulart, de Trélon, et leur sœur, veuve de Barthélémy de la Court, sollicitaient l'autorisation de construire une verrerie pour leur compte particulier. En désaccord avec Josué de Hennezel, ils voulaient lui faire concurrence. Josué de Hennezel, dans sa supplique, expose la situation de cette industrie, dit que le profit des verreries est très modique, ce qui rend ces sortes d'établissements rares, qu'il n'en existe aucun dans tous les Pays-Bas espagnols, ni en Hollande, qu'en France, les plus proches sont les verreries de Sainte-Menehould et du voisinage d'Amiens. La supplique cite plusieurs verreries que leurs propriétaires ont dû abandonner, parce que leur exploitation n'était pas rémunératrice : celles de Jean d'Heur à Verdun, Bohome à Liège, Lembotte à Namur, Guistel à Bruxelles, Delvincourt au Mont-de-Pierre en Thiérache, Cousin au Nouvion, l'abbé de Clairfontaine, Desquennes à Fourmies et Moncenot à Momignies. Un arrangement, suivi d'un mariage, mit fin aux contestations. Le contrat est passé le 4 juillet 1702, devant Me Boussu, notaire à Fourmies. En vue du mariage de Nicolas de Hennezel, leur fils aîné, avec Alberte-Thérèse Goulart de Saint-Hubert, de Trélon, fille de Guillaume Goulart de Saint-Hubert, bailli et receveur du marquisat de Trélon et maître de forges, et d'Albertine Le Brun, Josué de Hennezel et Esther de Hennezel, son épouse, lui abandonnent la verrerie et les héritages qui l'entourent, plus les deux tiers des outils, marchandises, provisions, l'autre tiers, en vertu d'une association, appartenant à Antoine Goulart. Quant aux époux Goulart-Le Brun, ils font à leur fille une dot de 10 000 livres de France, qui font 16 000 livres Hainaut.
Le 7 juin 1707 le conseil d'état rend un avis favorable au maîte de verreries Sieur Hennezel.
Josué de Hennezel mourut le 27 décembre 1715 et son fils Nicolas le 1er novembre 1723. La verrerie appartint alors à Louis de Hennezel, fils de Nicolas, qui avait épousé Marie-Joseph Goulart, fille d'Antoine, prévôt d'Anor, et de Nicole Le Brun, et qui fut inhumé dans l'église d'Anor le 5 septembre 1772, puis à François-Albert de Hennezel, fils de Louis, qui épousa à Laon, le 23 octobre 1773, Claire-Charlotte d'Origny de la Neuville.

### Révolution française
Au moment de la Révolution, Alexis-Joseph Machelart, dit de Sartaux, dont le père, Pierre-Joseph Machelart, avait épousé à Anor, le 18 juillet 1758, Julie-Joseph de Hennezel, fille de Louis, était propriétaire de la verrerie. Il émigra en 1791, et un sieur Baudelot fut régisseur de ses propriétés, y compris la vieille forge et la verrerie. Celle-ci fut vendue comme bien national, le 8 fructidor an II, au district d'Avesnes, à Augustin Raux, maître de forges à la Neuvilleaux-Joûtes, Pierre-Ignace Despret, maître de forges à Anor, Louis Despret, maître de forges à Trélon, et Louis-Bernard Baudelot, maître de forges à Anor. Le 13 germinal an X (3 avril 1802), elle comprenait alors deux fours, ils la revendirent à Albert de Hennezel et à son épouse née d'Origny de la Neuville.
Sur la fin du XVIIIe siècle, de Hennezel ajouta la fabrication des bouteilles à celle du verre à vitres. Faussabry, dans son Mémoire manuscrit sur Avesnes et les environs, écrit en 1784, dit qu'on fabrique à Anor quantité de verres à vitres et de bouteilles, dont le débit se répand dans la Flandre et la Champagne. En 1802, on ne fabriquait plus que des bouteilles. Elle est exploitée par les frères Despret. La verrerie emploie trente ouvriers qui sont payés, l'un dans l'autre, à raison de 346 francs par an. Ces bouteilles sont toutes conduites à Reims. Elles passent pour être les meilleures de toutes pour la conservation du champagne.
En 1811, M. Balicq en était régisseur pour le compte de M. Despret, de Chimay. Elle fut fermée à toujours en 1819.

### Verrerie Poulet
Suivant autorisation du sous-préfet en date du 25 mai 1868, une nouvelle verrerie en bouteilles fut construite à Anor en prévision de l'ouverture prochaine de la voie ferrée d'Hirson à Aulnoye. Elle fut inaugurée le 30 octobre 1869. C'est la verrerie Poulet. Exploitée en dernier lieu par la Société Clavon et Collignon, de Trélon, elle fut définitivement arrêtée en 1880. En  1897, une verrerie en flaconnerie reprend l'activité dans les bâtiments de l'ancienne verrerie Poulet.

### Verrerie Victor Meunier, Berger et Cie
En 1874, un enfant d'Anor, Victor Meunier, filateur à Fourmies, fut le fondateur d'une autre verrerie en bouteilles, sous la raison sociale Victor Meunier, Berger et Cie. Celle-ci est toujours en pleine activité et prospérité. M. Meunier est mort, et sous la nouvelle firme Berger, P. Lord et Cie, elle maintient la réputation qu'avait acquise la verrerie des Hennezel.

### Verrerie Bernaille
Un arrêté du Gouvernement, daté du 21 nivôse an XII (12 janvier 1804), autorise le sieur Bernaille Jean-Baptiste à reconstruire la verrerie en gobeleterie qui avait autrefois existé sur une de ses propriétés. Cette usine se trouvait non loin de la chapelle Saint-Gorgon, dans la propriété de M. Hardy-Wéry Jean-Baptiste. La reconstruction n'a pas eu lieu.

### Verrerie Demorgny
Un arrêté du sous-préfet d'Avesnes-sur-Helpe, en date du 16 avril 1870, autorisa l'établissement, par M. Demorgny, d'une verrerie avec four fumivore. Construite près de la gare, à l'usage de gobeleterie, cette usine fut vendue en 1888 et achetée par les verreries de Trélon, de Landrecies et de Sars-Poteries, qui l'ont démolie jusqu'aux fondations.

## Gallerie

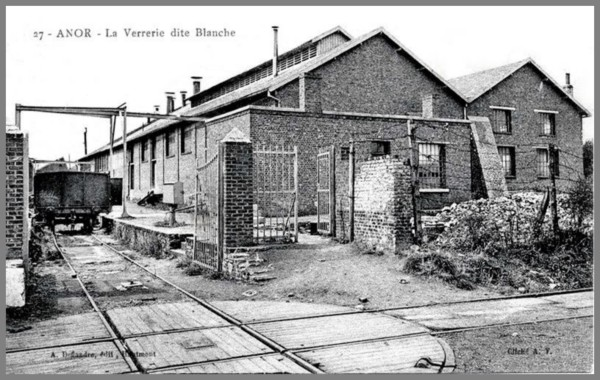
La verrerie blanche (à vitres).
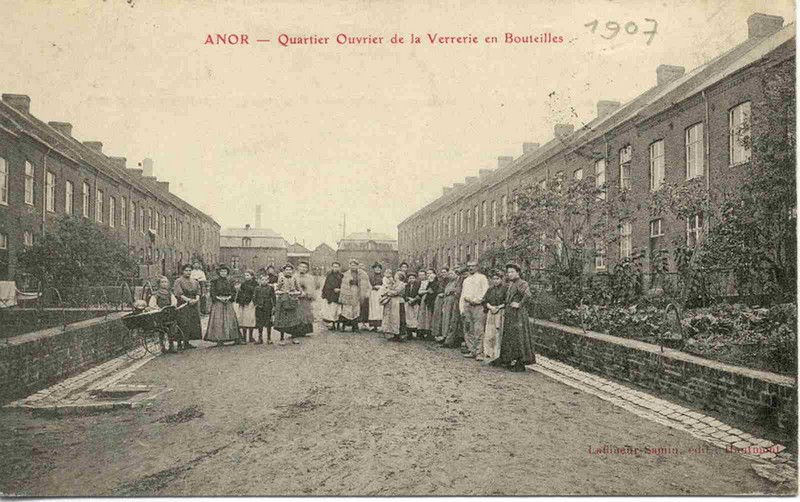
Quartier de la verrerie à bouteilles (verrerie noire).
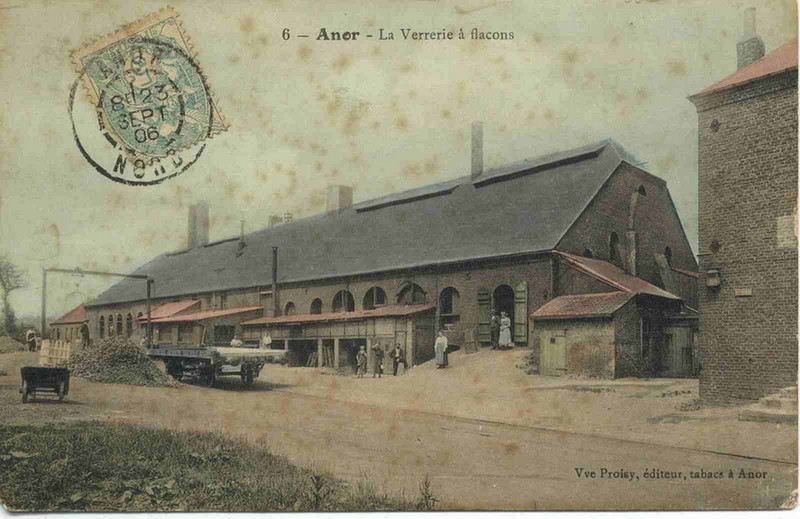
Verrerie à flacons en 1906.
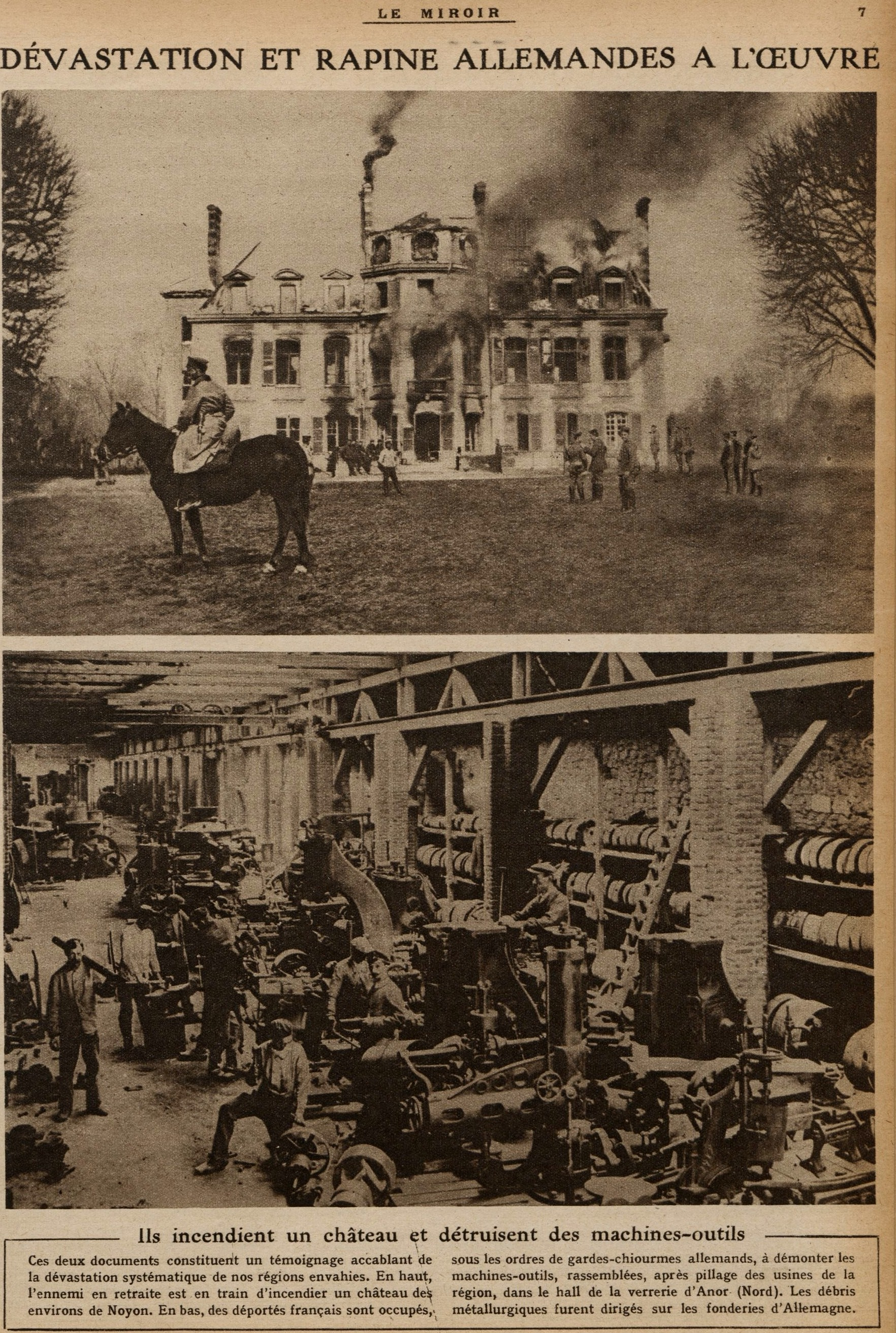
Enlèvements par les allemands des machines-outils dans le hall de la verrerie. Journal Le Miroir du 15 décembre 1918.